# François Blancard
 (avril 2010).
Si vous disposez d'ouvrages ou d'articles de référence ou si vous connaissez des sites web de qualité traitant du thème abordé ici, merci de compléter l'article en donnant les références utiles à sa vérifiabilité et en les liant à la section « Notes et références ».
François Blancard (né le 24 novembre 1957) est l'ancien directeur général du Crédit foncier entre 2006 et 2011.

## Biographie
Après des études en finances-comptabilité à l’ESSEC et plus de dix années passées au Crédit lyonnais et à Paribas, il rejoint le groupe Caisse d'épargne en 1993. Membre du directoire de la Caisse d’épargne de Picardie en 1995, chargé du développement commercial, il entre au Crédit foncier en 2000 pour prendre en charge son développement commercial et rejoint le Directoire. De 2004 à 2006, il est directeur de la banque de détail du groupe Caisse d'épargne. À cette date, il rejoint de nouveau le Crédit foncier en tant que membre du directoire et directeur général chargé du développement. Depuis 2006, il est directeur général du Crédit foncier et membre du comité exécutif de BPCE depuis avril 2010. Sur proposition de François Pérol, il a été remplacé par Bruno Deletré le 28 juin 2011 et devient conseiller de François Pérol, Président du directoire de BPCE.

## Son regard sur l'immobilier
François Blancard plaide pour une vision renouvelée de l’immobilier où l’acquéreur soit enfin au cœur de la réflexion des différents acteurs de l’immobilier. Il considère qu’il est devenu  nécessaire que l’ensemble des acteurs de la chaîne de l’immobilier soient réunis pour résoudre la question du déficit du logement en France et celle du niveau élevé des prix de vente dans le neuf. Il illustre son propos en s’appuyant sur le modèle vertueux du Pass Foncier. « Ce dispositif oblige tous les acteurs de la chaîne, les constructeurs, bien sûr, mais aussi les propriétaires du foncier, les collectivités territoriales et l'État à travers des aides spécifiques et une TVA à taux réduit, à se mettre ensemble autour d'une table et à trouver des solutions pour proposer des prix moins élevés qu'auparavant. Grâce à lui, les primo-accédants peuvent accéder à des programmes affichant des prix autour de 2 400 euros le m², alors que les programmes généralement proposés à la vente sont au-delà de 3 000 euros le m² en moyenne. ». Or le cœur de la demande pour une grande majorité de Français, est plutôt autour de 2 600 euros le m².
Dans diverses interviews, François Blancard rappelle que l’immobilier est le placement préféré des Français, « selon notre étude menée avec le CSA en septembre 2009, trois quarts des primo-accédants considèrent que la crise n’a pas eu d’incidence sur leur achat, cela montre bien qu’au-delà des crises, l’immobilier reste perçu comme le meilleur des placements» Paradoxalement, la crise économique a permis de faciliter l’accession à la propriété à tous les ménages : en 2009 « […], ces dispositifs (PTZ, loi Scellier…) ont bénéficié de la baisse continue des taux d'intérêt des prêts immobiliers, aujourd'hui à 4 % (sur 20 ans) » 
Par ailleurs, avec 60 % de crédits accordés aux primo accédants en 2009, une nouvelle population d’acheteurs est en train de se développer « il faut rappeler à nouveau que l’immobilier est un cycle : je suis locataire, je souhaite devenir propriétaire, après je m’agrandis, ma famille s’agrandit. J’éprouve d’autres besoins, je vends, revends - avant ou après - mais j’essaie d’acheter un deuxième bien, ensuite j’investis patrimonialement… »